# 74e méridien est
En géographie, le 74e méridien est est le méridien joignant les points de la surface de la Terre dont la longitude est égale à 74° est.

## Géographie

### Dimensions
Comme tous les autres méridiens, la longueur du 74e méridien correspond à une demi-circonférence terrestre, soit 20 003,932 km. Au niveau de l'équateur, il est distant du méridien de Greenwich de 8 238 km,.
Avec le 106e méridien ouest, il forme un grand cercle passant par les pôles géographiques terrestres.

### Régions traversées
En commençant par le pôle Nord et descendant vers le sud au pôle Sud, Le 74e méridien est passe par:
| Coordonnées          | Pays, territoire ou mer | Notes |
| -------------------- | ----------------------- | --- |
| 90° 00′ N, 74° 00′ E | Océan Arctique          | |
| 81° 06′ N, 74° 00′ E | Mer de Kara             | |
| 73° 00′ N, 74° 00′ E | Golfe de l'Ob           | Passe juste à l'ouest de l'Île Chokalski, Russie                                                            |
| 71° 54′ N, 74° 00′ E | Russie                  | Péninsule de Gydan                                                                                          |
| 70° 48′ N, 74° 00′ E | Golfe de l'Ob           | |
| 70° 16′ N, 74° 00′ E | Russie                  | Péninsule de Gydan                                                                                          |
| 69° 05′ N, 74° 00′ E | Golfe de l'Ob           | |
| 67° 19′ N, 74° 00′ E | Russie                  | |
| 53° 38′ N, 74° 00′ E | Kazakhstan              | Passe par le Lac Balkhach                                                                                   |
| 43° 10′ N, 74° 00′ E | Kirghizistan            | |
| 40° 02′ N, 74° 00′ E | Chine                   | Xinjiang |
| 38° 32′ N, 74° 00′ E | Tadjikistan             | |
| 37° 17′ N, 74° 00′ E | Afghanistan             | |
| 36° 50′ N, 74° 00′ E | Pakistan                | Gilgit-Baltistan - revendiqué par l' Inde Khyber Pakhtunkhwa Azad Cachemire - revendiqué par l' Inde        |
| 34° 42′ N, 74° 00′ E | Inde                    | Jammu-et-Cachemire - revendiqué par le Pakistan                                                             |
| 34° 02′ N, 74° 00′ E | Pakistan                | Azad Kashmir - revendiqué par l' Inde                                                                       |
| 33° 45′ N, 74° 00′ E | Inde                    | Jammu-et-Cachemire - revendiqué par le Pakistan                                                             |
| 33° 37′ N, 74° 00′ E | Pakistan                | Azad Kashmir - revendiqué par l' Inde Pendjab                                                               |
| 30° 30′ N, 74° 00′ E | Inde                    | Pendjab Rajasthan Gujarat Maharashtra Gujarat Maharashtra Goa                                               |
| 15° 01′ N, 74° 00′ E | Océan Indien            | Passe juste à l'est de l'Île Heard, Australie                                                               |
| 60° 00′ S, 74° 00′ E | Océan Austral           | |
| 68° 39′ S, 74° 00′ E | Antarctique             | Territoire Antarctique australien, Revendications territoriales en Antarctique revendiqués par l' Australie |